# Cyathea pukuana
Cyathea pukuana är en ormbunkeart som beskrevs av Masahiro Kato. Cyathea pukuana ingår i släktet Cyathea och familjen Cyatheaceae. Inga underarter finns listade.